# 尼姆巴赫拉
尼姆巴赫拉（Nimbahera），是印度拉贾斯坦邦Chittaurgarh县的一个城镇。总人口53323（2001年）。

## 人口
该地2001年总人口53323人，其中男性27530人，女性25793人；0—6岁人口8210人，其中男4360人，女3850人；识字率67.25%，其中男性为75.52%，女性为58.42%。